# CH-24
CH-24 — мисливець за підводними човнами Імперського флоту Японії, який брав участь у Другій світовій війні.

## Загальна інформація
CH-24 спорудили у 1941 році на верфі компанії Hitachi у Сакураджимі (Осака). По завершенні корабель підпорядкували військово-морському округу Сасебо.

## Перші воєнні завдання
Перші кілька місяців 1942-го CH-24 ніс патрульно-ескортну службу біля східного узбережжя Хонсю, від Токійської затоки до затоки Ісе.
У травні 1942-го CH-24 перевели до 23-го дивізіону мисливців за підводними човнами, що діяв у Меланезії. У червні корабель прибув до острова Гуадалканал, на якому дещо більш ніж місяць тому висадився японський десант, та перебував тут до 1 липня. Протягом наступного місяця CH-24 ніс патрульно-ескортну службу на Соломонових островах із базуванням на Рабаулі (головна передова база у архіпелазі Бісмарка, з якої провадились операції на Соломонових островах та сході Нової Гвінеї).

## Десанти на півострів Папуа
Хоча 7 серпня 1942-го союзники висадились на сході Соломонових островів, що започаткувало шестимісячну битву за Гуадалканал, CH-24 залучили до операцій на Новій Гвінеї. 17 серпня 1942-го він разом з кількома іншими дрібними кораблями та легким крейсером «Тенрю» вийшов із Рабаула для супроводу трьох транспортів у район Буни на східному узбережжі півострова Папуа. Наступної доби загін досягнув цього району та розвантажився в Басабуа (японці висадились тут кількома днями раніше, 13 серпня), після чого рушив назад і 21 серпня повернувся до Рабаула.
24 серпня 1942-го CH-24 та ще один мисливець за підводними човнами вийшли для супроводу загону, що мав висадити десант у затоку Мілн-Бей на південно-східному завершенні Нової Гвінеї (основну силу загону становили два легкі крейсери та три есмінці). Висадка відбулася в ніч проти 26 серпня, а 27 серпня кораблі прибули в Рабаул.

## Операції на Соломонових островах
Щонайменше наприкінці вересня та наприкінці жовтня 1942-го CH-24 ніс службу на якірній стоянці Шортленд — прикритій групою невеликих островів Шортленд акваторії біля південного узбережжя острова Бугенвіль, де зазвичай відстоювались кораблі та перевалювались вантажі перед відправкою далі на схід у зону боїв за Гуадалканал.

## Конвойна служба у Океанії
У 1943 році головним завданням для корабля стала конвойна служба, пов'язана із Рабаулом. При цьому 15 березня в районі на північний захід від островів Адміралтейства CH-24 разом зі ще двома мисливцями та есмінцем потопив підводний човен, ймовірно USS Triton.
28 березня — 5 квітня 1943-го CH-24 брав участь у супроводі конвою з Рабаула на Палау, під час проведення якого ворожою субмариною був потоплений один з транспортів. 9—16 квітня мисливець ескортував конвой у зворотному напрямку, при цьому один з транспортів був торпедований, але не затонув. Наступні конвої до Палау та назад CH-24 провів 20—27 квітня та 1―9 травня. Наприкінці травня корабель уже знову був на Палау, звідки пройшов до Рабаула для охорони конвоя з 25 травня по 1 червня.
Першу половину літа 1943-го CH-24 і далі ходив за маршрутом Рабаул — Палау та провів тут конвої 7—15 червня (O-704, втратив один транспорт від атаки підводного човна, який своєю чергою зазнав певних пошкоджень при скиданні глибинних бомб, проте досягнув бази), 18―25 червня, 29 червня — 6 липня (O-908), 9—16 липня (SO-905, на переході сталось чотири невдалі атаки, проведені трьома різними субмаринами). Далі більш як два місяці CH-24 ніс патрульно-ескортну службу поблизу Рабаула, при цьому здійснив два виходи для конвоювання транспортів до Шортленду — з 7 по 11 серпня та з 1 по 6 вересня.
З кінця вересня 1943-го корабель відновив походи на трасі Рабаул — Палау та ескортував тут конвої 2 вересня — 5 жовтня (O-803) і 8—15 жовтня (SO-806). 20 жовтня CH-24 разом зі ще одним мисливцем повів на Палау конвой O-006, який втратив від атак американського підводного човна три з чотирьох транспортів. Наступні конвої на цій трасі CH-24 супроводжував 2—10 листопада (SO-205) і 13—20 листопада (O-305, одне судно пошкоджене при атаці бомбардувальника). 25 листопада CH-24 та ще один мисливець повели до Рабаула конвой SO-505, який у підсумку втратив при нападах двох підводних човнів три з п'яти транспортів (CH-24 підбирав з води вцілілих із судна «Коламбія-Мару»).
На початку січня 1944-го корабель знову був на Палау, звідки 3―9 січня супроводив конвой № 8031 до атола Трук у центральній частині Каролінських островів (тут була головна японська база в Океанії).
11 січня 1944-го CH-24 виходив з бази для забезпечення додаткової охорони конвою № 4111, який вирушив до Йокосуки.
13 січня 1944-го CH-24 разом зі ще одним мисливцем повели з Труку до Рабаула конвой O-905. 16 січня на підході до архіпелагу Бісмарка загін атакували ворожі літаки, які змогли потопити три з чотирьох транспортів.
15 лютого 1944-го CH-24 виходив з Труку для зустрічі конвою № 3206, що прибував із Йокосуки. Втім, останній затримався і тому мисливець також затримався в морі. 17 лютого 1944-го по базі на Труці завдало потужного удару американське авіаносне з'єднання, причому одночасно були розгорнуті сили для перехоплення японських кораблів, що спробують полишити атол. У підсумку есмінець USS Burns зустрів CH-24 та потопив його артилерійським вогнем. На поверхні залишилось понад півсотні вцілілих з екіпажу мисливця, проте лише 6 з них погодились піднятись на американський есмінець.